# Destruction in Art Symposium
Het Destruction in Art Symposium (DIAS) was een bijeenkomst van een diverse groep van internationale kunstenaars, dichters en wetenschappers in Londen, van 9 tot 11 september 1966. Onder de deelnemers waren vertegenwoordigers van de tegenculturele underground aanwezig om het thema van vernietiging in de kunst te bespreken.
Het ere-comité, geleid door Gustav Metzger, trok de aandacht van zowel de internationale media als de internationale kunstgemeenschap naar het symposium.

## Evenement
Het symposium werd gehouden in het Africa Center in Covent Garden, Londen.

## Doelstellingen
In het persbericht van DIAS werd het doel als volgt vermeld:
"Het hoofddoel van DIAS is om de aandacht te vestigen op het vernietigingselement in happenings en andere kunstvormen, en om deze vernietiging in de samenleving te relateren.”

## Happenings
In september vonden happenings plaats op locaties in heel Londen, waaronder Conway Hall.

### De wetten van Engeland
John Latham bouwde drie grote 'Skoob-Towers' uit boeken ('skoob' is 'books' achterstevoren), die hij 'De wetten van Engeland' noemden, en stak ze buiten het British Museum in brand.

### Krow I
Daags voor het symposium voerde Robin Page de happening Krow I (I work, achterstevoren) op. In een boekwinkel bikte Page een gat in een betonnen vloer, zogenaamd om zich een weg te banen naar Australië. Hij kwam echter niet verder dan een waterleiding die onder de vloer liep. Toen deze lek raakte vulde het gat in de vloer zich met water, wat een enorme chaos veroorzaakte. De Belgische kunstenaar Jean Toch was er zo door ontdaan dat hij zijn medewerking aan DIAS opzegde.

## Ere-comité
- Mario Amaya
- Roy Ascott
- Enrico Baj
- Bob Cobbing
- Ivor Davies
- James Haynes (bekend als Jim Haynes)
- Sylvester Houédard
- Barry Miles
- Frank Popper
- John J. Sharkey
- Wolf Vostell
- Gustav Metzger (Honorary Secretary)

## Deelnemers
De volgende artiesten waren betrokken bij DIAS:
- Gustav Metzger
- Al Hansen
- Ralph Ortiz
- Wolf Vostell
- John Latham
- Robin Page
- Yoko Ono
- Günter Brus
- Otto Mühl
- Hermann Nitsch
- Peter Weibel
- Juan Hidalgo
- Henri Chopin

De volgende kunstenaars hebben niet in persoon deelgenomen aan DIAS:
- Ivor Davies
- Pro Diaz
- Fred Hunter
- Barbara Steveni
- Jasia Reichardt
- Werner Schreib
- John Sharkey
- Biff Stevens
- Garry A. Jones
- Christopher A Whittaker

fotografen:
- Tom Picton
- John Prosser
- Hanns Sohm (verzamelaar)